# Mezinárodní institut podnikatelství a práva
Mezinárodní institut podnikatelství a práva, s.r.o., (MIPP), IČ: 25697170, je česká firma, společnost s ručením omezeným, která poskytuje v České republice vysokoškolské vzdělání pod zahraniční akreditací. Nejedná se o soukromou vysokou školu zřízenou podle českého zákona o vysokých školách, ale o pobočku vysoké školy na Ukrajině, fungující pod akreditací ukrajinské vysoké školy – Užhorodské národní univerzity, UžNU – oficiálně uváděno jako organizační složka UžNU (dříve: Zakarpatská státní univerzita v Užhorodě, ZAKSu – uváděno jako organizační složka Praha).
Tento institut (nikoliv vysoká škola) se stal veřejně známým především v důsledku tzv. kauz plzeňských práv. Právnická fakulta Západočeské univerzity v Plzni, respektive přesněji rektor této univerzity, totiž v minulosti dříve absolventům tohoto institutu vysokoškolské diplomy uznávali jakožto rovnocenné (tzv. nostrifikace).

## Vedení a majitelé
Podle Obchodního rejstříku je dlouhodobým jednatelem (a oficiálně také rektorem) JUDr. PhDr. Emerich Drtina, Dr.h.c.; podle dalších oficiálně prezentovaných údajů má institut také jednoho prorektora – pro strategii a rozvoj, kterým je zde JUDr. Ing. Jaroslav Staněk, CSc., administrativní záležitosti zde má na starosti Gabriela Drtinová, funkci kvestora – správce financí – zde zajišťuje Mgr. Dana Šůsová, a jako posledního člena vedení (studijních záležitostí) je zde uváděna PhDr. Mgr. Eva Štěpánková.
K roku 2011 MIPP oficiálně uváděl jako rektora doc. RNDr. Františka Jiráska, DrSc., Dr.h.c.
Sbírka listin uvádí jakožto dlouhodobého majitele Mgr. Emericha Drtinu.

## Studium
Tento institut nabízí v České republice studentům vysokoškolské studium práva a právní vědy pod záštitou a podle akreditace Ukrajiny a jako takové je nutné jej následně dodatečně nostrifikovat, tedy uznat za ekvivalentní s českým vysokoškolským vzděláním a to buďto na veřejné vysoké škole, nebo Ministerstvem školství, mládeže a tělovýchovy České republiky (MŠMT), což může být, jak zmiňují uvedené prameny, velmi problematické.
Studium je pak zde, oproti veřejným vysokým školám, zpoplatněno (tedy platí se zde školné, obdobně jako na českých soukromých vysokých školách v Česku) a stojí kolem 40–60 tisíc korun za jeden rok studia. Standardní pětileté magisterské studium (např. práva) tak přijde dle oficiálně prezentovaných údajů na 200–300 tisíc korun.

## Historie
Dle Obchodního rejstříku zde došlo k zápisu této firmy roku 1998, tedy v době, kdy byl v Česku trh vysokých škol vysokoškolským zákonem z tohoto roku liberalizován a mohly zde začít působit i jiné vysoké školy než ty zřízené státem. Ze stejného pramenu též vyplývá fakt, že mezi lety 1998–2007 tato firma nesla původně název Mezinárodní vysoká škola podnikatelství a práva v Praze, spol. s r.o. Dle paragrafu 2 odstavce 3 zákona o vysokých školách z roku 1998 však označení vysoká škola mohou ve svém názvu užívat pouze vysoké školy, MŠMT však MIPP ve svém veřejném seznamu vysokých škol dlouhodobě neeviduje, protože se o vysokou školu podle vysokoškolského zákona (tedy i MŠMT) nejedná. Od dubna 2007 byl tak název firmy změněn na současný – Mezinárodní institut podnikatelství a práva, s.r.o. – bez označení vysoká škola.
Ze stejného zdroje též vyplývá, že firma dlouhodobě hospodaří v průměru ve statisísových ziscích, ačkoliv dle výše uvedených pramenů (např. dle České televize) byly nostrifikace (uznání zahraničního vysokoškolského vzdělání) žadatelům zrušeny. Česká televize též uvádí, že Česká advokátní komora (ČAK) příslušné uchazeče s tímto vzděláním vyškrtla ze seznamu např. advokátních koncipientů. Zákon o advokacii stanoví, že jednou z podmínek pro působnost právníka, kupř. v profesi advokáta, či advokátního koncipienta, je v ČR nutné absolvovat magisterský studijní program studiem na vysoké škole v České republice, nebo studium na vysoké škole v zahraničí, pokud je takové vzdělání v České republice uznáváno za rovnocenné (ekvivalentní), tedy pokud je nostrifikováno a pokud odpovídá obsahem a rozsahem obecnému vzdělání, které lze získat v magisterském studijním programu v oboru právo na vysoké škole v ČR.
Působnost zahraničních subjektů poskytujících vysokoškolské vzdělání v Česku pak byla zregulována až v roce 2016 novelizací vysokoškolského zákona, rovněž nostrifikace byly zpoplatněny a byl zřízen informační systém nostrifikací (registr řízení o žádostech o uznání zahraničního vysokoškolského vzdělání a kvalifikace).